# Fantastiske Mandag (album)
Fantastiske Mandag er et dansksproget album fra Thomas Buttenschøn. Albummet indeholder Buttenschøns gennembrudshit "Fantastiske Mandag" og "Præsident i USA".

## Spor
1. "Rødvin fra i går"
2. "November i KBH"
3. "Præsident i USA"
4. "Ligger rart"
5. "Tømmermænd på Peter Fabers Gade"
6. "Hun er væk"
7. "Fantastiske mandag"
8. "10.000.000 (tænk hvis jeg vandt)"
9. "Hop nu bag på min cykel"
10. "Jeg rejser snart til KBH"
11. "Hjerter dame"